# Meeres-Nationalpark Golf von Chiriquí
| Daten und Fakten                     | Daten und Fakten                     |
| ------------------------------------ | ------------------------------------ |
| Gründung:                            | 1994                                 |
| Lage:                                | Provinz Chiriquí, Panamá             |
| Fläche:                              | 14.740 ha                            |
| Landschaftstyp:                      | Tropische Feuchtwälder, Inseln, Meer |
| Durchschnittstemperatur:             | 27°                                  |
| Durchschnittsniederschlagmenge/Jahr: | 2250 mm                              |

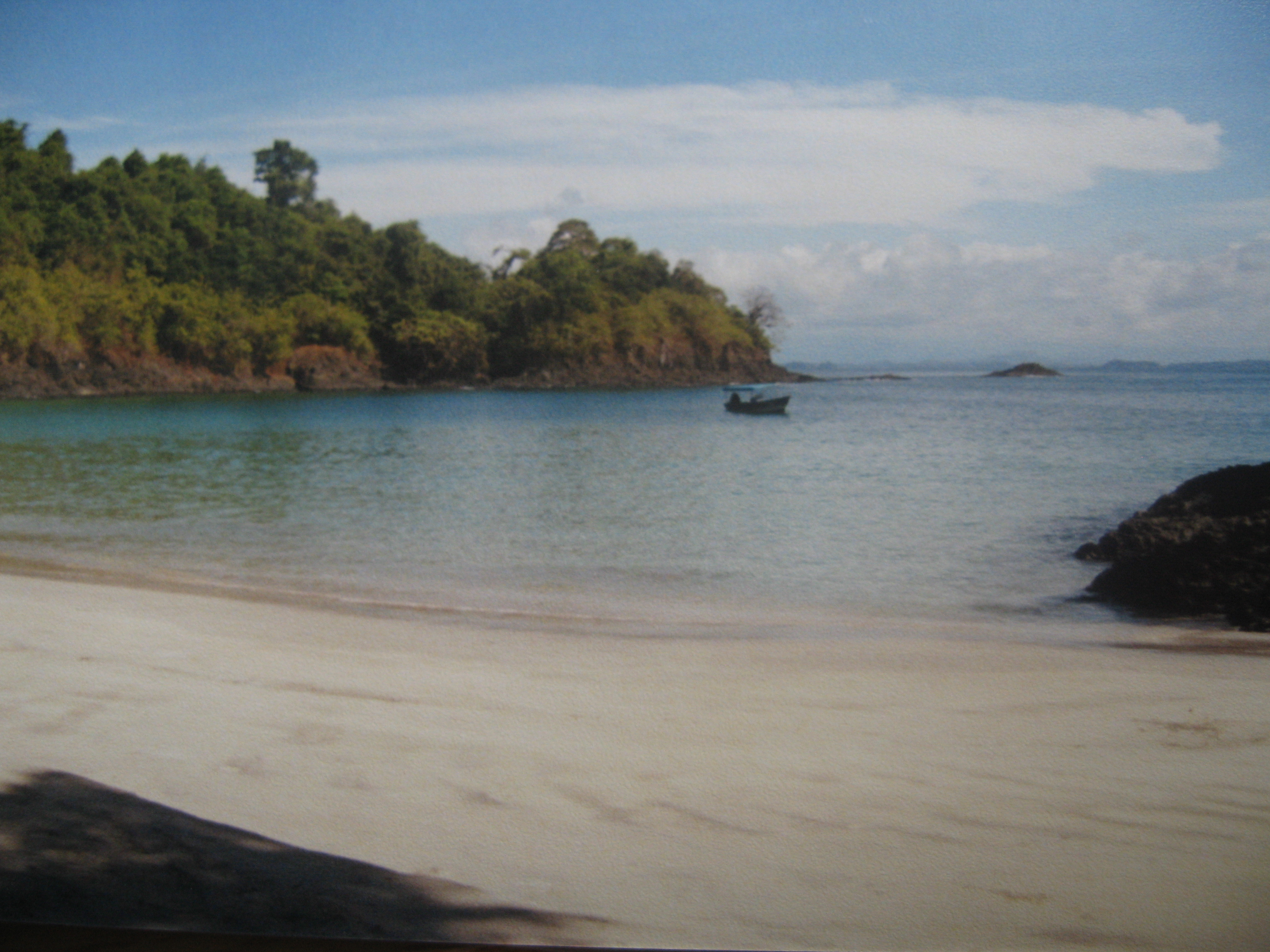
Der Strand einer Insel im Nationalpark

Der Meeres-Nationalpark Golf von Chiriquí (Parque Nacional Marino Golfo de Chiriquí) ist ein Nationalpark, der in der Provinz Chiriquí im Südwesten Panamas liegt.
Er schließt Festland, Küste und Inseln (die bedeutendsten sind Isla Boca Brava, Isla de San José, Isla Bolaños, Isla Gámez und Isla Parida) ein.

## Flora und Fauna
Meeresschildkröten legen ihre Eier an den zahlreichen Stränden der Inseln ab, Leguane und verschiedene Froscharten sind häufig. Der Nacktkehl-Tigerreiher kann leicht gesichtet werden, ebenso der vom Aussterben bedrohte kleine gelbe Sängervogel Dendroica petechia erithacorides. Häufig zu sehen sind die Rotrückentaube, die Rotstirnamazone, der Braunwangensittich und der Tovisittich. Auf den Inseln gibt es Gruppen von Brüllaffen, Waschbären und Agutis.
Dichter am Wasser wachsen Kokospalmen; in den Wäldern gibt es verschiedene Zedernarten, ebenso wie den Rosa Poui oder Ginkgo.
Im Archipel wachsen Feuer- und Porenkorallen, in denen sich so außergewöhnliche Fische wie der Galapagos-Kaiserfisch oder Papageienfische verstecken, aber auch Riffhaie.

## Erreichbarkeit
Der Park ist relativ schwierig zu erreichen. Man gelangt über die Panamericana zum Dörfchen Horconcitos; von dort aus dann per Boot zur Boca Brava, wo Bootstouren gebucht werden können.
Koordinaten: 8° 6′ 47,1″ N, 82° 18′ 12,9″ W